# امانوئل پاترنو
امانوئل پاترنو (ایتالیایی: Emanuele Paternò؛ ۱۲ دسامبر ۱۸۴۷ – ۱۷ ژانویهٔ ۱۹۳۵) یک شیمیدان اهل ایتالیا بود. 
شهرت وی به دلیل کشف واکنش پاترنو–بوچی به طور مشترک با جرج بوچی است.